# Кутковцы (Чемеровецкий район)
Кутковцы (укр. Кутківці) — село в Чемеровецком районе Хмельницкой области Украины.
Население по переписи 2001 года составляло 1392 человека. Почтовый индекс — 31612. Телефонный код — 3859. Занимает площадь 3,771 км². Код КОАТУУ — 6825285401.

## Местный совет
31612, Хмельницкая обл., Чемеровецкий р-н, с. Кутковцы, ул. Центральная, 16

## Известные люди
- Коновал, Филипп (1888—1959) — канадец украинского происхождения, единственный украинский кавалер Креста Виктории.

## Достопримечательности

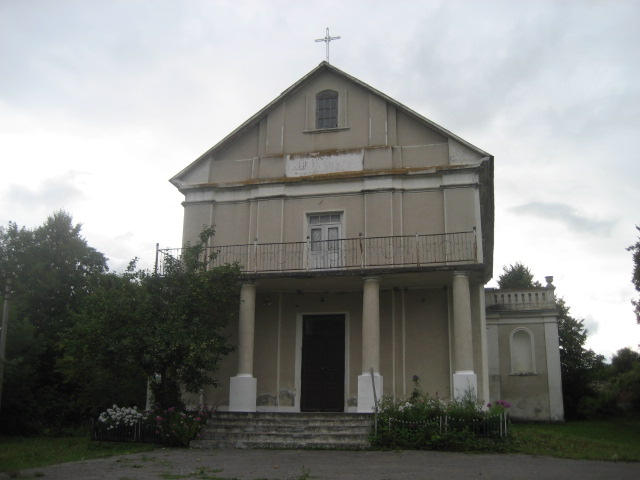
Костёл в Кутковцах